# Kellogg Valley
Kellogg Valley är en dal i Antarktis. Den ligger i Östantarktis. Nya Zeeland gör anspråk på området.